# Spilotragus
Spilotragus – rodzaj chrząszczy z rodziny kózkowatych i podrodziny zgrzypikowych. 

## Zasięg występowania
Przedstawiciele tego rodzaju występują we wsch. Afryce od Etiopii na płn. po Mozambik na płd. oraz po Demokratyczną Republikę Konga na zach.

## Systematyka
Do Spilotragus należy 6 gatunków:
- Spilotragus clarkei
- Spilotragus guttatus
- Spilotragus mourgliai
- Spilotragus ornatus
- Spilotragus variabilis
- Spilotragus xanthus